# میرزا حسن آشتیانی
میرزا محمدحسن آشتیانی (زادهٔ ۱۲۴۸ه.ق، آشتیان _ درگذشته ۲۸ جمادی الاول ۱۳۱۹ه.ق،تهران) از روحانیان شیعهٔ اهل ایران در زمان ناصرالدین شاه و مظفرالدین شاه بود.

## زندگی‌نامه
او در حدود سال ۱۲۴۸قمری برابر با ۱۲۱۱ شمسی در آشتیان واقع در استان مرکزی به دنیا آمد در سه سالگی پدرش فوت کرد. پس از فوت پدر و رسیدن به سن تحصیل، مادرش او را جهت فراگیری قرآن، حساب و سواد فارسی نزد معلمان و مربیان به مکتب  فرستاد. او در حدود سال ۱۲۶۱ در حالی که ۱۳ ساله بود، عازم بروجرد شد.  و پس از در سال ۱۳۶۵ برای تکمیل تحصیلات، رهسپار نجف اشرف گردید.

## تحصیلات
وی در بروجرد ۴ سال نزد ملا اسدالله بروجردی، ادبیات و فقه و اصول را یادگرفت و به تدریس آن‌ها پرداخت. او در سن کم، به تدریس مطوّل می‌پرداخت. به موازات تحصیل نزد ملا اسدالله بروجردی و تدریس در مدرسه علمیه این شهر، حدود ۱۸ ماه در نزد سید شفیع جاپلقی به فراگیری معارف تشیع اشتغال داشت. در سال ۱۳۶۵ برای تکمیل تحصیلات، رهسپار نجف اشرف گردید. در آنجا از درس استادان حوزه نجف خصوصاً شیخ انصاری استفاده کرد. چون سنش کم بود، پشت پرده می‌نشست تا آنکه در یکی از روزها بر اثر اظهار نظری که در درس می‌کند، شیخ به استعداد فوق‌العاده او پی می‌برد و وی را به حضور فرا می‌خواند. به خاطر حسن تعبیر و لطف تقریری که داشت، درس استاد را برای دیگران تقریر می‌کرد و به لسان الشیخ، شهرت یافت و تقریرات استاد را می‌نوشت. وی در نجف درس خواند و معروف‌ترین استادش شیخ مرتضی انصاری و لطفعلی لطفیان قمی ملقب به سرگزی بود و مروج افکار انصاری در تهران همین شاگردش یعنی میرزای آشتیانی بود.

## تدریس در حوزه علمیه تهران
وی در سال ۱۲۸۱ در حالی که به درجه علمی اجتهاد رسیده بود، به ایران بازگشت و ساکن تهران شد. او در اصول فقه، مباحث تازه و نکته‌های پژوهشی عمیقی را مطرح کرد. وی در تهران به تدریس و تألیف و تصنیف پرداخت و نخستین ناشر مکتب استادش شیخ مرتضی انصاری گردید. از این‌رو طلاب از سراسر ایران در محضر درسش حاضر شدند و شأن و مرتبه علمی او فزونی گرفت. او خوب تقریر می‌کرد و تعابیر لطیف و بیان شیوایی داشت. رفته رفته وی بر سایر عالمان تهران پیشی گرفت و مورد توجه طبقات گوناگون جامعه واقع شد. وی ضمن تشکیل حوزه علمیه در تهران و پرداختن به تدریس معارف فقهی، از شرایط اجتماعی نیز غافل نبود و به مسائل جامعه توجه داشت و در حد امکانات و مقدورات، در جهت رفع مشکلات و معضلات مردم می‌کوشید. به همین دلیل، او جایگاه رفیعی در میان اهالی تهران و سایر نقاط ایران پیدا کرد.
علاوه بر دقت و موشکافی که در بحث‌های اجتهادی داشت، دارای ذوق خاص و بیان گیرا بود و این ویژگی بر شهرت و برتری علمی او افزود. از هنگام ورود به ایران تا زمان رحلتش، مرجع احکام شرعی بود و در چند سال آخر عمر، متولی و متصدی تمام اوقافی که تولیت آن‌ها با اعلم علمای تهران بود، از قبیل موقوفات مدرسه مروی گردید.

## نقش در نهضت تنباکو
آشتیانی در موضوع تحریم تنباکو نقش فعالی داشته و قضیه تنباکو ابتدا ازجانب وی درتهران شروع شده است. او در مقام رهبری نهضت مقاومت و اعتراض مردم در جریان واگذاری امتیاز انحصاری دخانیات، توتون و تنباکو در داخل و خارج به یک شرکت انگلیسی توسط ناصرالدین شاه قاجار در سفر سوم خود به اروپا، در سال ۱۳۰۶، کوشید علاوه بر گوشزد نمودن زیان‌های اقتصادی این قرارداد، آثار سوء فرهنگی و اجتماعی آن را به مردم یادآور شود. این کار منجر به صدور فتوای تحریم تنباکو از سوی میرزای شیرازی شد. پس از لغو امتیاز داخلی و خارجی، امین السلطان از میرزای آشتیانی حکم جواز را می‌خواهد که او در جواب می‌گوید:
«وضع این حکم از من نیست، تا رفع آن از من و به دست من باشد. منع این حکم از حضرت حجت‌الاسلام (میرزای شیرازی) بوده، رفع این منع نیز موکول به جناب ایشان است».
او از اواخر اوت ۱۸۹۱ مخالفت علنی و آشکار خود را با عملیات شرکت رژی در ایران آغاز نمود. فتوی معروف میرزای شیرازی خطاب به میرزا حسن آشتیانی نوشته شده و برای او به عنوان برجسته‌ترین روحانی پایتخت ارسال شده است. با انتشار این فتوی، ناصرالدین‌شاه ابتدا امین‌السلطان را برای مذاکره با آشتیانی گسیل داشت؛ ولی به علت ابرام نامبرده بر اجرای فتوی میرزای شیرازی، مذاکرات بی‌نتیجه ماند. ناصرالدین‌شاه نامه تندی خطاب به وی نوشت و او را با عنوان توهین آمیز «جنابا!» خطاب نمود. این نامه زمینه مکاتبات دوجانبه پیوسته‌ای را میان شاه و آشتیانی فراهم نمود؛ ولی این مکاتبات هم نتیجه مورد نظر شاه را فراهم نیاورد.
سرانجام شاه تهدید نمود که «یا به منبر رفته و رفع تحریم دخانیات را اعلام بکند و قلیان بکشد، یا از تهران خارج شود.» میرزای آشتیانی آماده سفر شد. خبر حرکت او باعث تحریک مردم شد و  راهپیمایی بزرگی با حضور هزاران نفر به راه افتاد. این راهپیمایی با دخالت نظامیان به خون کشیده شد. شاه انگشتری برای میرزای آشتیانی فرستاد و از وی خواست تا سفرش را چند روز به تعویق اندازد. پس از دو روز شاه فسخ امتیاز انحصار دخانیات را به میرزای آشتیانی اعلام نمود.
اگر چه مقام و موقعیت میرزای آشتیانی، پس از مرگ میرزای شیرازی (در ۱۳۱۲ق) افول کرد ولی با این وجود او یکبار دیگر در این موقعیت نیز باعث شد تا امین‌الدوله از حکومت ساقط شود.

## آثار
میرزای آشتیانی علاوه بر مسئولیت‌های سنگین مرجعیت، تدریس، تصدی موقوفات، ارشاد مردم و حل مشکلات آنان، این توفیق را بدست آورد که اندیشه‌های علمی و دانسته‌های فقهی و اصولی خود را تدوین کند. نوشته‌هایش که به صورت کتاب، رساله و حاشیه بر کتاب‌های دیگران، به یادگار مانده است، عبارتند از:
1. بحر الفوائد فی حاشیة الفرائد (وی این اثر را هنگامی نوشت که در درس شیخ انصاری شرکت می‌کرد. بنا به نظر شیخ آقا بزرگ تهرانی، در میان ۴۰ حاشیه که بر «رسائل» شیخ انصاری نگاشته شده است، این اثر از همه آنها پر مایه‌تر، بهتر و مفیدتر است).[۱۷] مدرسان حوزه‌های علمیه ایران، همگی اتفاق نظر دارند که بحرالفوائد بهترین شرح بر رسائل است.[نیازمند منبع] بحر الفوائد پس تهذیب و تنقیح، در سال ۱۳۱۵ هـ. ق در تهران به چاپ رسید.[نیازمند منبع]
2. رساله فی الاجزاء: در سال ۱۳۱۵ هـ. ق به چاپ رسید.
3. مباحث الالفاظ: تقریر مباحث اصولی شیخ انصاری.
4. رساله فی قاعده نفی العسرو الحرج: در سال ۱۳۱۴ هـ. ق در تهران چاپ شد.
5. کتاب القضاء والشهادات: برگرفته از دروس شیخ انصاری است و در موضوع خود اثری بدیع و پرنکته است. این اثر در ۴۹۰ صفحه، توسط انتشارات هجرت، در سال ۱۳۶۳ هـ. ش منتشر شد.
6. رساله فی حکم اوانی الذهب والفضه: در سال ۱۳۱۳ هـ. ق چاپ شد.
7. ازاحه الشکوک فی حکم اللباس المشکوک: در ۱۴۱ صفحه، در سال ۱۳۱۳ هـ. ق در تهران چاپ شد.
8. رساله فی الجمع بین تصدی القرآن والدعاء: در ۱۳۹ صفحه، در سال ۱۳۱۴ هـ. ق در تهران چاپ شد.
9. رساله فی نکاح المریض: در سال ۱۳۱۴ هـ. ق در تهران چاپ شد.
10. کتاب الاجارة (تقریر درس‌های شیخ انصاری)[۱۸]
11. الخلل فی الصلاه: شرح مبحث خلل از کتاب شرایع الاسلام می‌باشد. نسخه‌ای خطی از آن به شماره ۷۷۴۱ در کتابخانه آستان قدس رضوی نگاهداری می‌شود.
12. رساله فی انه اذا سلّمت جماعه یکتفی بجواب واحد بصیغه الجمع ام لا.
13. رساله سؤال و جواب.
14. کتاب الوقف: تقریر درس‌های شیخ انصاری است.
15. کتاب الخمس
16. کتاب الزکاه
17. احیاء الموات والاجاره
18. کتاب الرهن
19. کتاب الغصر
20. کتاب الصید والذباحه[۱۹]

## شاگردان
وی مطرح‌ترین استاد تهران در علم اصول فقه در زمان خود بود و شاگردان بسیاری تربیت نمود. روش علمی، شیوایی سخن و یافته‌های جدید علمی آشتیانی و تشریح اندیشه‌های شیخ انصاری توسط او، شهرت داشت. برخی از شاگردانش اش عبارتند از:
1. سید حسین طباطبایی قمی[۲۰][۲۱]
2. سید نصرالله اخوی
3. میرزا محمدعلی شاه‌آبادی
4. میرزا محمدخان قزوینی، معروف به علامه قزوینی
5. میرزا مسیح طالقانی استاد مرتضی طالقانی
6. علی اکبر حکمی
7. ملا اسماعیل محلاتی
8. علی‌اکبر نهاوندی
9. علی‌اکبر مازندرانی[۲۲]
10. محمد ابراهیم ساوجی

## درگذشت
میرزا حسن آشتیانی در ۲۸ جمادی‌الاول ۱۳۱۹ برابر با ۲۱ شهریور ۱۲۸۰ در سن ۷۱ سالگی، در تهران هنگام قرائت زیارت جامعه کبیره درگذشت. پیکرش را در جوار بارگاه حضرت عبدالعظیم حسنی به امانت سپردند تا پس از مدتی به نجف انتقال دهند. فرزندش، مرتضی آشتیانی می‌گوید:
«پس از ۸ ماه که تصور می‌کردیم بدنش دیگر خشک شده و سبک گشته، از امانتگاه درآوردیم که به عتبات ببریم. مشاهده کردیم بدنش هیچ تغییری نکرده و همان‌طور که سپرده بودیم، می‌باشد و حتی اینکه ران چپش ورم داشت و در موقع رحلت آن را دیده بودیم، ابداً کم نشده بود. پیکرش را به نجف اشرف بردند و در کنار قبر مرحوم شیخ جعفر شوشتری دفن کردند».

## دیدگاه دیگران
روش علمی، شیوایی سخن و یافته‌های جدید علمی و تشریح اندیشه‌های شیخ انصاری توسط او باعث شهرتش شده بود در همین  رابطه یکی از شاگردانش می‌گوید:
«من گمان می‌کنم که اگر مرحوم شیخ مرتضی انصاری زنده می‌بود، تصدیق می‌کرد که بیانی اوفی از بیانش و تقدیری اکمل از تقریرش نمی‌شود و فضلایی که به تدریسش حاضر بودند، در این باب تصدیق می‌کنند و دلیل بدین امر، بیان اوست مطالب مصنف را در حاشیه کبیره…».
شاگردش سید محمد تنکابنی می‌گوید:
«العلامة افضل علماء المرکز، جناب المستطاب صاحب البیان الحسن و الاخلاق المرضیة المحقق المدقق البارع الحاج میرزا حسن الآشتیانی و من ظن می‌کنم که اگر مرحوم شیخ مرتضی الانصاری زنده می‌بود، تقدیر و تصدیق می‌کرد که بیانی اوفی از بیانش و تقریری اکمل از تقریرش نمی‌شود و فضلایی که به تدریسش حاضر بودند، در این باب تصدیق می‌کنند و دلیل بدین امر بیان اوست مطالب مصنف را در حاشیه کبیره…».
میرزا محمدعلی مدرسی تبریزی می‌نویسد:
«حاج میرزا محمدحسن آشتیانی تهرانی، عالم محقق و فاضل مدقق از اعیان علماء و مجتهدین ایرانی که به فضل و دیانت و وثاقت معروف و از شاگردان شیخ مرتضی انصاری بود و اخیراً به تهران آمده و در حوزه درس او مرجع استفاده بسیاری از اجلاء عصر خود گردید».

## فرزندان و نوادگان
فرزندان
وی چهار پسر و یک دختر داشت:
- مرتضی آشتیانی (متوفی ۱۳۶۵) که در عصر خود از فقها و مدرسان بزرگ حوزه‌های علمیه بود و در قضیه بانک روس و حوادثی که منتهی به لغو امتیاز آن شد، نقش بسزایی داشت و در جنبش مشروطیت نیز شرکت داشت. وی از جمله علمایی بود که در حرم عبدالعظیم حسنی متحصن شد.
- میرزا مصطفی آشتیانی (افتخار العلماء)، متخلص به صهبا که در جنبش مخالفت با موسیو نوز بلژیکی نقش بسزایی داشت و در قیام مشروطیت در صف مردم قرار داشت و در تاریخ ۱۳۲۷ در سن ۴۲ سالگی در منزلش واقع در جوار حرم عبدالعظیم حسنی ترور شد. از او به عنوان نویسنده و شاعر هم یاد می‌شود در تاریخ ۳ فروردین ۱۲۸۸ به دست مخالفان مشروطه ترور شد.[۲۷]
- میرزا هاشم آشتیانی که در دوره‌های سوم تا هشتم مجلس شورای ملی به نمایندگی انتخاب گردید و در حدود سال ۱۳۴۰ در سن ۹۰ سالگی از دنیا رفت.
- میرزا احمد آشتیانی (۱۳۰۰ ـ ۱۳۵۹) متخلص به «واله» از حکماء و فقهای متبحر تهران بود که در فنون مختلف جمعاً ۶۲ تألیف گران‌بها از او باقی مانده است. وی هنگام وفات، متصدی مدرسه علمیه مروی تهران بود.
- آقا زاده خانم که نامش فاطمه بود و به همسری عموزاده خود میرزا جعفر آشتیانی، معروف به میرزا کوچک آشتیانی درآمد و میرزا مهدی آشتیانی فرزند اوست.
- منوچهر آشتیانی از فلاسفه بود.[نیازمند منبع] او پدر سپهر آشتیانی و (حاج) ابراهیم آشتیانی دو داماد فضل‌الله نوری بود.
- از نسل میرزای آشتیانی بزرگان بسیاری در ایران درخشیده‌اند که می‌توان میرزا محمدباقر آشتیانی را از این افراد ذکر نمود.

## نگارخانه

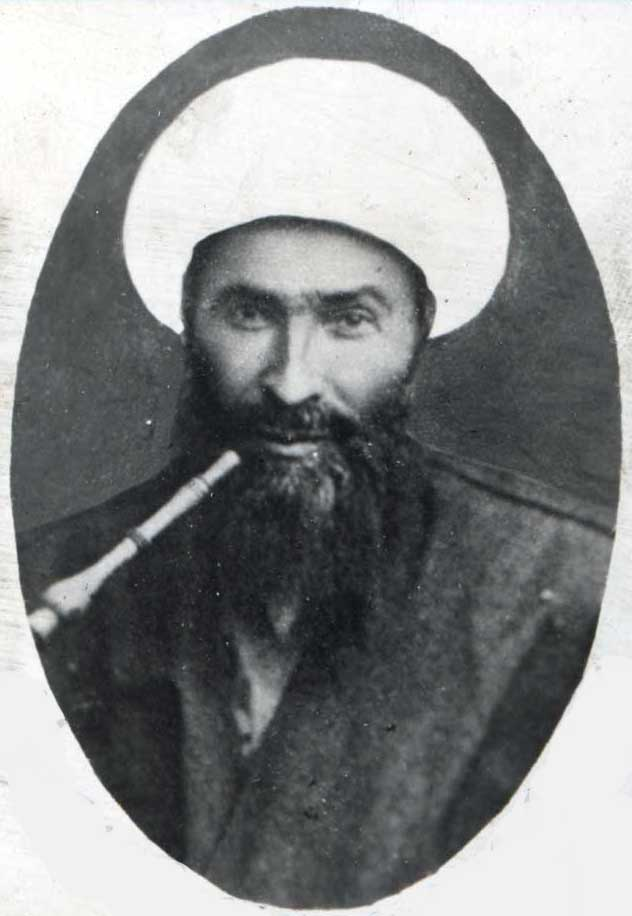
میرزا حسن آشتیانی
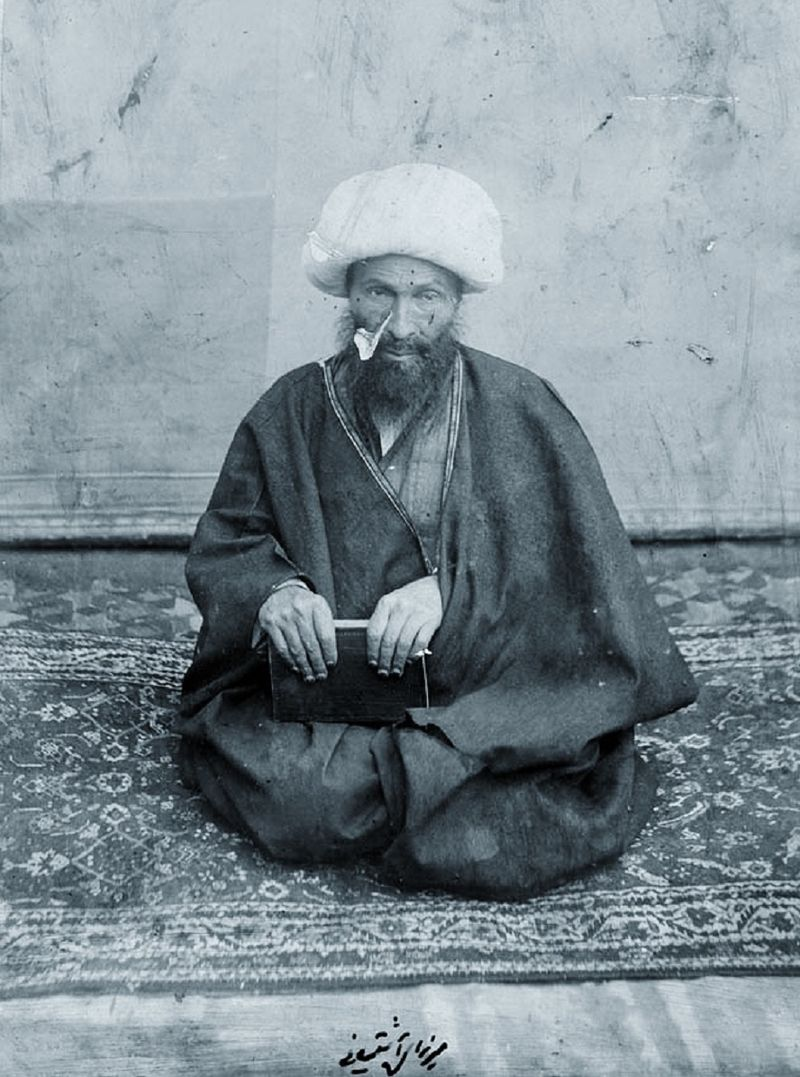
میرزا حسن آشتیانی
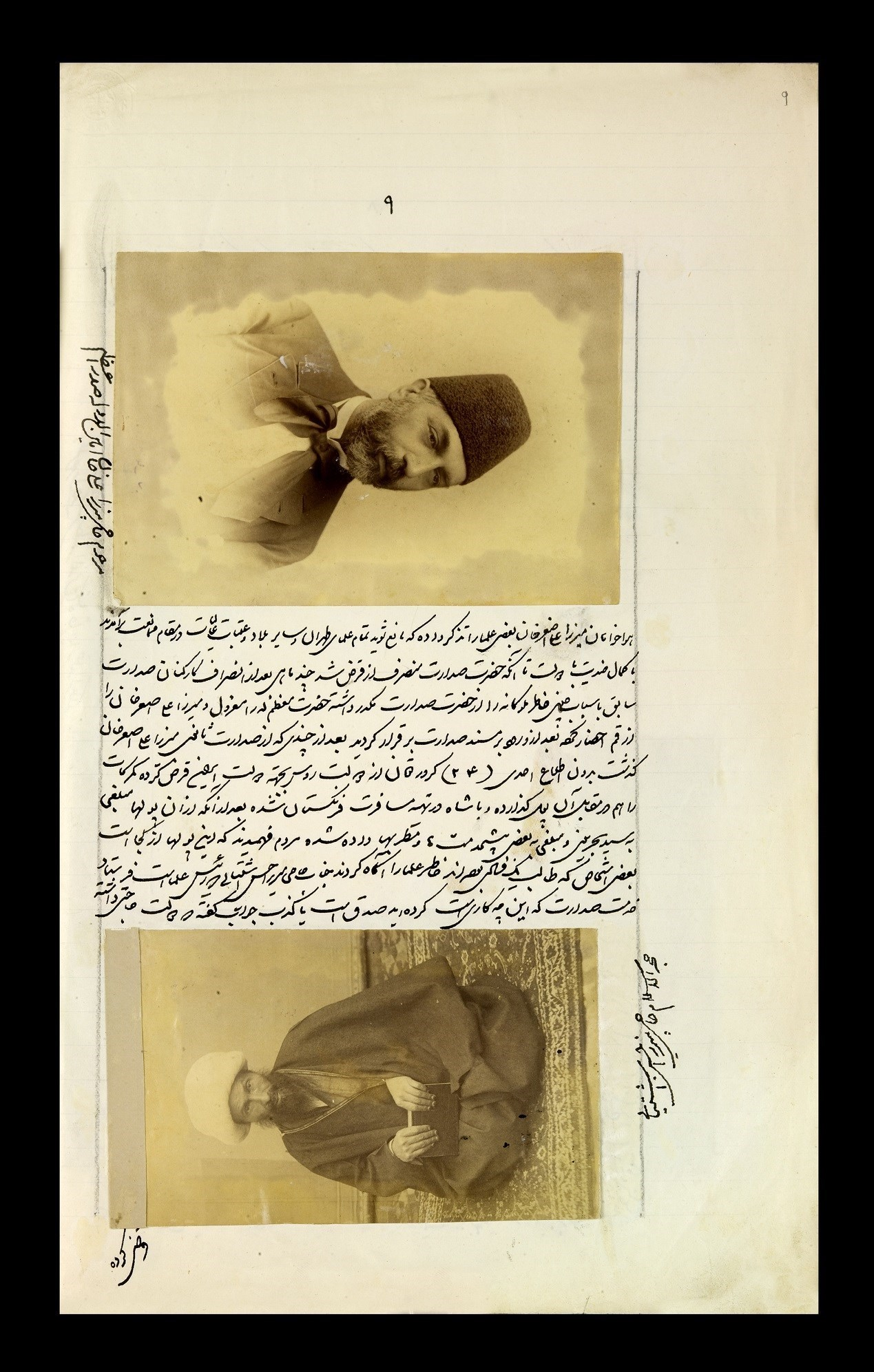
تصویر بالا: علی امین‌الدوله، تصویر پایین: میرزا حسن آشتیانی
سقف مقبرهٔ میرزا حسن آشتیانی
فضای داخلی مقبرهٔ میرزا حسن آشتیانی
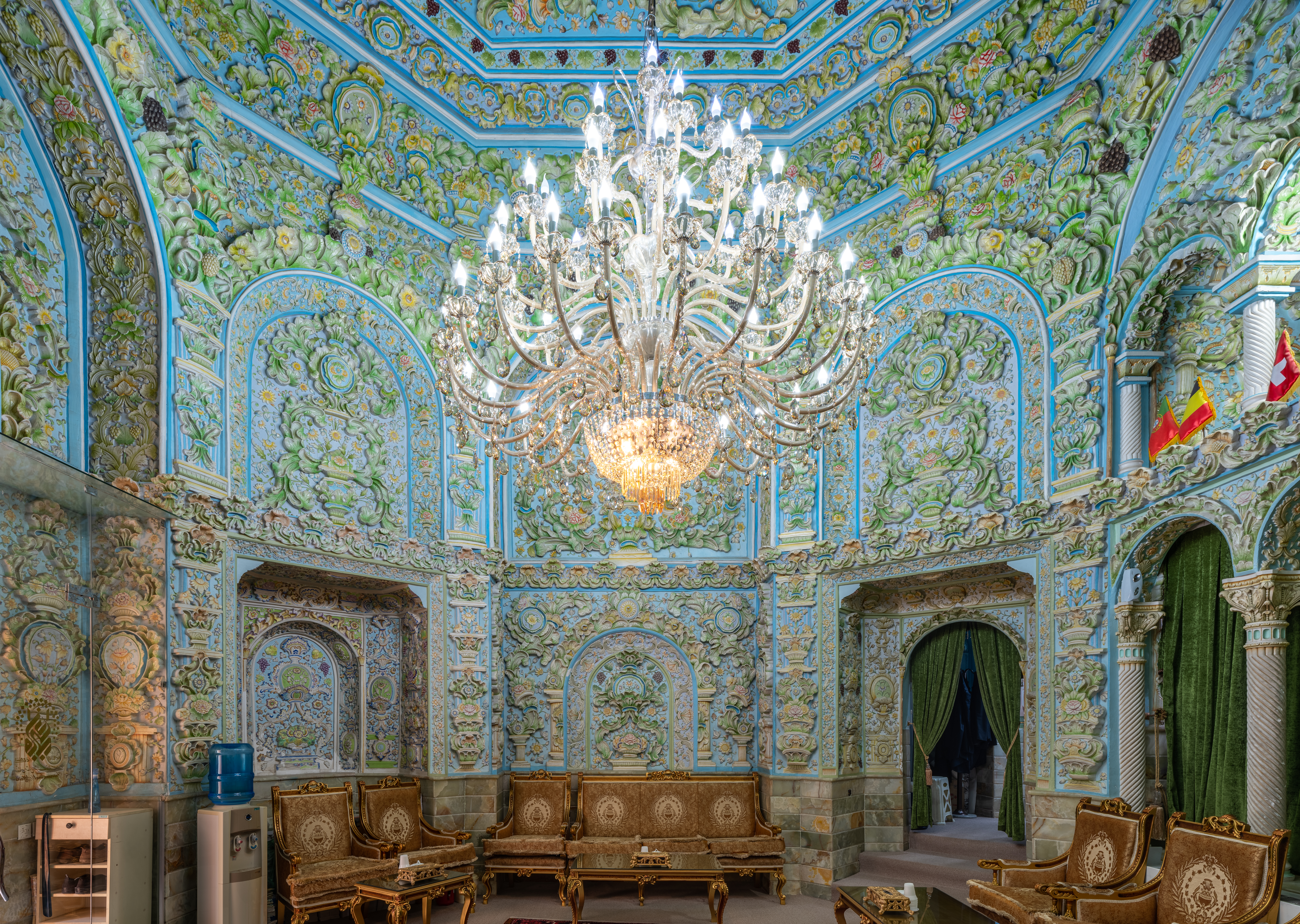
فضای داخلی مقبرهٔ میرزا حسن آشتیانی در حرم فاطمهٔ معصومه